# Gummipude
Gummipude (Azorella) er en slægt med ca. 70 arter, der er udbredt i New Zealand, Sydamerika og på øerne i havet nord for Antarktis. Man placerer dem somme tider i Vedbend-familien (Araliaceae). Det er lavtvoksende og pudedannende planter, der vokser i stor højde på bjergene eller langs kysterne ud mod Sydhavet. Flere arter bruges som prydplanter i stenbede.
| Beskrevne arter |

- Azorella peduncularis – ikke meget brugt i Danmark
- Trefliget Gummipude (Azorella trifurcata)

| Beskrevne arter |

- Azorella compacta
- Azorella diapensioides
- Azorella macquariensis
- Azorella selago